# Mejasem Barat
Mejasem Barat is een bestuurslaag in het regentschap Tegal van de provincie Midden-Java, Indonesië. Mejasem Barat telt 14.670 inwoners (volkstelling 2010).